# Argumentul Zilei Judecății

Curba creşterii populaţiei din anul 10000 î.Hr până în anul 2000

Argumentul Zilei Judecății (sau Argumentul Judecății de Apoi) (engleză The Doomsday argument) este un argument probabilistic care pretinde a prezice numărul de viitori membri ai speciei umane pe baza estimării numărului total de oameni născuți până în prezent.  
Dacă considerăm că 60 de miliarde de oamenii s-au născut până în prezent (pe baza calculelor lui John A. Leslie), atunci putem estima că există o șansă de 95% ca numărul total de oameni N să fie mai mic de 20 × 60 miliarde = 1200 de miliarde. Presupunând că populația lumii se stabilizează la 10 miliarde de oameni și că speranța de viață este de 80 de ani, se poate estima că ceilalți 1140 de miliarde de oameni se vor naște în următorii 9120 de ani. În funcție de creșterea populației lumii în secolele următoare, estimările pot varia, dar principalul punct al argumentului este că este puțin probabil că mai mult de 1200 de miliarde de oamenii vor trăi vreodată. Această problemă este similară cu problema faimosul tanc german care determină maximul distribuției uniforme [0, N].  